# Manpagale
Manpagale est un village situé dans le canton de Kalewa, dans le district de Kale, dans la région de Sagaing, dans l'ouest de la Birmanie. Il se trouve sur la rive gauche de la rivière Chindwin.